# Isorakkuma
Isorakkuma är en kulle i Finland. Den ligger i Kittilä i landskapet Lappland, i den norra delen av landet, 800 km norr om huvudstaden Helsingfors. Toppen på Isorakkuma är 233 meter över havet.
Terrängen runt Isorakkuma är platt.  Trakten runt Isorakkuma är nära nog obefolkad, med mindre än två invånare per kvadratkilometer. Det finns inga samhällen i närheten. 